# Condado de la Unión
Tampoco debe confundirse con Marquesado de la Unión de Cuba, título suprimido por elevación a ducado del mismo nombre.
El Condado de la Unión es un título nobiliario español concedido por el rey don Carlos III, con el "vizcondado previo dela Real Concordia", el 2 de agosto de 1778 a favor de Luis Fernández de Carvajal y Vargas, Capitán General de Cataluña, quién era hijo de Fermín Francisco de Carvajal y Vargas I duque de San Carlos.

## Condes de la Unión
|                         | Titular                                           | Periodo                 |
| Creación por Carlos III | Creación por Carlos III                           | Creación por Carlos III |
| ----------------------- | ------------------------------------------------- | ----------------------- |
| I                       | Luis Fermín de Carvajal y Vargas                  | 1778-1794               |
| II                      | José Miguel de Carvajal Vargas y Manrique de Lara | 1795-1828               |
| III                     | Luis Joaquín de Carvajal y de Queralt             | 1828-1868               |
| IV                      | María Luisa de Carvajal y Dávalos                 | 1868- ?                 |
| V                       | Luis María de Silva y Carvajal                    | ? -1935                 |
| VI                      | Francisco Javier de Silva y Azlor de Aragón       | 1935-1995               |
| VII                     | José Javier de Silva y Mendaro                    | 1995-1999               |
| VIII                    | Luis de Silva y Escrivá de Romaní                 | 1999-actual titular     |

## Historia de los condes de la Unión
- Luis Fermín de Carvajal y Vargas (1752-1794), I conde de la Unión.

Murió el 20 de noviembre de 1794 en la batalla del Roure luchando contra las tropas franceses.

Le sucedió el hijo de su hermano Mariano Joaquín de Carvajal Vargas y Brun, VIII conde del Puerto, por tanto su sobrino:
- José Miguel de Carvajal Vargas y Manrique de Lara, (Lima 1771-París  1828), II conde de la Unión, II duque de San Carlos, IX conde del Puerto, VII conde de Castillejo.

Casó con María del Rosario de Silva Cebrián y Fernández Miranda. Sin descendientes. Casó en segundas nupcias con María Eulalia de Queralt y de Silva, hija del conde de Santa Coloma y la condesa de Cifuentes. Le sucedió su hijo:
- Luis Joaquín de Carvajal y de Queralt (f. en 1868), III conde de la Unión.

Casó con María Andrea Dávalos y Portillo. Le sucedió su hija:
- María Luisa de Carvajal y Dávalos (Madrid, 1853-1947),  IV condesa de la Unión, IV duquesa de San Carlos, X condesa del Puerto (por rehabilitación en 1897, cedido a su hija María de la Encarnación de Silva y Carvajal, en 1898), VIII condesa de Castillejo (por rehabilitación en 1897).

Casó con Álvaro de Silva y Fernández de Córdoba, XII marqués de Santa Cruz, XIII marqués del Viso. Le sucedió su hijo:
- Luis María de Silva y Carvajal (1876-1935), V conde de la Unión, I duque de Miranda,  Jefe Superior de Palacio del rey Alfonso XIII.

Casó con María de la Concepción Azlor de Aragón y Hurtado de Zaldívar, XIII condesa de Sinarcas, XVI vizcondesa de Villanova, Dama de la Reina Victoria Eugenia de Battenberg. Le sucedió su hijo:
- Francisco Javier de Silva y Azlor de Aragón (1916-1995), VI conde de la Unión.

Le sucedió, en 1995, el hijo de su hermano Luis de Silva y Azlór de Aragón, II duque de Miranda, XXII vizconde de Villanova, que casó con María Fernanda Mendaro y Diosdado, XIII marquesa de Angulo, hija de José Santiago Mendaro y de la Rocha V marqués de Casa Mendaro, por tanto su sobrino:
- José Javier de Silva y Mendaro (n. en 1946),  VII conde de la Unión, III duque de Miranda, XIV marqués de Angulo, XIV conde de Sinarcas, marqués del Buen Suceso.

Casó con María Escrivá de Romaní y Mora, hija de Ildefonso Escrivá de Romaní y Patiño X marqués de Aguilar de Ebro, XVII conde de Sástago y de María de las Nieves de Mora y Aragón, hermana de Fabiola de Mora y Aragón reina consorte de los belgas, ambas hijas del IV marqués de Casa Riera. Le sucedió en 1999, su hijo:
- Luis de Silva y Escrivá de Romaní (n. en 1986), VIII conde de la Unión.